# Verrallina butleri
Verrallina butleri är en tvåvingeart som först beskrevs av Theobald 1901.  Verrallina butleri ingår i släktet Verrallina och familjen stickmyggor. Inga underarter finns listade i Catalogue of Life.